# Apodolirion buchananii
Apodolirion buchananii là một loài thực vật có hoa trong họ Amaryllidaceae. Loài này được (Baker) Baker mô tả khoa học đầu tiên năm 1878.